# Kirkiaceae
Kirkiaceae é uma família de plantas angiospérmicas (plantas com flor - divisão Magnoliophyta), pertencente à ordem Sapindales.
O grupo contém seis espécies de árvores e arbustos classificadas em dois géneros. As kirkiáceas são oriundas das zonas tropicais de África e Madagascar.